# Vanmanenia lineata
Vanmanenia lineata är en fiskart som först beskrevs av Fang, 1935.  Vanmanenia lineata ingår i släktet Vanmanenia och familjen grönlingsfiskar. Inga underarter finns listade i Catalogue of Life.